# Королівство Східна Англія
Королівство Східна Англія (давн-англ. Ēast Engla Rīce; лат. Regnum Orientalium Anglorum) — одне з 7 англо-саксонських королівств, що виникли в Британії в V—VI століттях.

## Історія
Королівство Східна Англія було утворене германськими племенами англів, які прибули на острів Британія з Ютландії й оселилися в східній його частині. Після перемоги над ворожим Східній Англії королівством Нортумбрія в 616 році воно стає на недовгий період найсильнішою державою серед англо-саксонських королівств острова. Проте вже в наступні 40 років Східна Англія двічі зазнавала поразки у війнах з королівством Мерсія, а в 794 році король Мерсії Офф убив Етельберта, короля Східної Англії і фактично сам правив цією державою. Незалежність Східної Англії була відновлена лише після повстання її жителів і дворічної війни з Мерсією у 825—827 роках, під час якої загинули 2 мерсійських королі.
У 870 році на Східну Англію напали данські вікінги на чолі з Іваром Рагнарссоном, який вбив англського короля Едмунда, згодом канонізованого. Влада данців над Східною Англією тривала до 920 року, коли її територія була звільнена армією Вессексу. Однак у 1015—1017 роках її знову завоював данський король Канут Великий.